# 森幹郎
森 幹郎（もり みきお、1923年5月29日 - ）は、日本の老年学・ハンセン病史学者。専門は老年学（比較老年学及び政策老年学）。

## 来歴
名古屋大学経済学部卒業。邑久光明園（国立ハンセン病療養所）、国立東京光明寮（視力障害者リハビリテーションセンター。現・国立身体障害者リハビリテーションセンター）、厚生省社会局（老人福祉専門官）勤務、長野大学産業社会学部教授、奈良女子大学生活環境学部教授、花園大学社会福祉学部教授。1991年退職。

## 著書
- 『足跡は消えても 人物日本ライ小史』キリスト新聞社 1963
- 『老人とリハビリテイション 老人の新しい幸わせを求めて』厚生出版社 1964
- 『沖縄の老人たち』全国社会福祉協議会 1967
- 『老人福祉の方向』社会保険出版社 老人クラブ双書 1968
- 『日本の盲老人』日本生命済生会 1970
- 『ヨーロッパの老人福祉』全国社会福祉協議会 1970
- 『老人のためのボランティア活動』大阪ボランティア協会 ボランティア・シリーズ 1971
- 『日本人の老後 "豊かな老後"はいつの日か』日経新書 1972
- 『日本の老人・世界の老人』社会保健出版社 老人福祉双書 1974
- 『ホームヘルパー』日本生命済生会社会事業局 1974
- 『盲老人白書』全国盲老人福祉施設連絡協議会 1974
- 『老人問題の周辺』老人生活研究所 老人福祉シリーズ 1974
- 『老人福祉の考え方』老人生活研究所 老人福祉シリーズ 1976
- 『東京の老人 あなたの老後もこうなる』日経新書 1977
- 『老人ホーム論』老人生活研究所 1978
- 『老人問題とは何か』ミネルヴァ書房 OP叢書 1978
- 『老婚へのみち』ミネルヴァ書房 OP叢書 1980
- 『日本の中高年 9　政策老年学』垣内出版 1981
- 『老人養護講座 3 老人問題』老人生活研究所 1981
- 『政策視点の老年学 対策の盲点』ミネルヴァ書房 GL叢書 1983
- 『断章・老いと死の姿 死ぬことの社会学』保健同人社 1983
- 『老人問題解説事典』中央法規出版 1984
- 『高齢社会の老人ケアをどう考えたらいいか』老人生活研究所 1985
- 『老人問題 理解の仕方』ミネルヴァ書房 OP叢書 1988
- 『老いとは何か 老い観の再発見』ミネルヴァ書房 OP叢書 1989
- 『差別としてのライ』法政出版 1993
- 『「老域論」の新展開 現代老年学批判』キリスト教図書出版社 1995
- 『足跡は消えても ハンセン病史上のキリスト者たち』ヨルダン社 1996
- 『証言・ハンセン病 療養所元職員が見た民族浄化』現代書館 2001
- 『老いと死を考える』教文館 2007

### 共編著
- 『老いの生き方』佐古純一郎,宮内彰共著 日本基督教団出版部 女性と生活シリーズ 1965
- 『老人はどこで死ぬか 老人福祉の課題』佐口卓,三浦文夫共著 至誠堂 1970
- 『老人給食サービス』人見和子共編著 日本生命済生会社会事業局 1976
- 『病床順礼・病床マルコ伝』編著 キリスト教図書出版社 2010

### 翻訳
- 『福祉国家・北欧』訳編 聖文舎 1966‐67
- 北欧五ヶ国建設省編『北欧の住宅対策』相模書房 1971
- E.W.バージェス編『西欧諸国における老人問題』社会保険出版社 1975

## 参考
- [ISBN　978-4-7684-6791-6]
- 『現代日本人名録』2002年